# Кондратовская (Няндомский район)
Кондратовская — деревня в Няндомском районе Архангельской области.

## Топоним
Известна как Шожма, как Клетная.

## География
Находится в юго-западной части Архангельской области на расстоянии приблизительно 41 км на север-северо-запад по прямой от административного центра района города Няндома.

## История
В 1873 году здесь было учтено 29 дворов, в 1905 — 59. Тогда деревня входила в Каргопольский уезд Олонецкой губернии. До 2022 года входила в Шалакушское сельское поселение до его упразднения.

## Население
Численность населения: 204 человека (1873 год), 374 (1905), 26 (92 % русские) в 2002 году, 12 в 2010.